# Magyar vakáció
A Magyar vakáció 1972-ben forgatott magyar országimázs-film, mely a hetvenes évek oldódó szocializmusának Magyarországát igyekszik bemutatni. A film lényegében két fiatal svájci lány hazánkban töltött vakációját kíséri végig, közben bemutatva mindazt, ami a kor idegenforgalmi felfogása szerint bemutatásra érdemes volt az országból, és bemutatható negyed óra alatt.
A mintegy 15 perces kisfilmet az Országos Idegenforgalmi Tanács megbízásából rendezte – még főiskolai hallgatóként – Szomjas György, akinek ez volt az első saját rendezése, az operatőri feladatokat pedig az ugyancsak főiskolás Koltai Lajos vállalta magára. A film zenéit (népzenei motívumok felhasználásával) Sebő Ferenc és Halmos Béla, valamint a Syrius együttes szerezte.

## Alkotók
- Rendező: Szomjas György
- Dramaturg: Murányi Éva
- Zeneszerző: Sebő Ferenc, Halmos Béla és a Syrius együttes.
- Operatőr: Koltai Lajos
- Vágó: Kármentő Andrásné
- Hangmérnök: Sipos István
- Felvételvezető: Herdliczka Károly
- Gyártásvezető: Schiller György

## Szereplők
- Fábián Éva
- Szabó Ildikó Zazi
- Paszterkó Péter[1]
- Baróti András

## Történet
|  | Alább a cselekmény részletei következnek! |

A film elején két férfi lovon közelít a kamera felé a hajnali pusztán, míg velük szemben két lány érkezik egy svájci rendszámú, tetőablakos Citroënnel, egyikük a napfénytetőbe kiállva. Pillanatokon belül térkép kerül elő, majd a népzenei dallamokat ritmikusabb zene váltja föl, mikozben villámgyorsan váltakozó, a jellegzetes magyar turisztikai vonzerőnek számító látnivalók snittjei sorakoznak egymás után a filmvásznon. Néhány újabb gyors váltás után már a Balatonon vagyunk, ahol fiatalok ringatóznak a vízen néhány vitorláshajóval, szereplőink pedig a piros Citroennel egy köcsögfás, szabadtéri szőlőpréses parasztporta udvarán bukkannak fel. Majd mindannyian lóra pattanva kirándulásra indulnak a környéken, útbaejtve falusi kúriát és borospincét is, majd csobbannak egyet a tó vizében. Természetesen a vacsorát is egy nádfedeles vendéglő kerthelyiségében költik el, a fogások között paraszttál, illatozó sült hal és más hasonló fogások szerepelnek.
A folytatásban már Budapesten vagyunk, ahol a fiatal főszereplők egy budai sportpályán labdáznak – fejelgetnek, kézilabdáznak, minigolfoznak -, közben egy villanásra felbukkan az Erzsébet híd és a Gellért-hegy látképe is. A népszerű és társaságban is úzhető sportágakat felsorakoztató jelenetsorban felbukkan pingpongozás, bowling, strandfoci is. Újabb gyors váltással ismét a piros Citroënt látjuk, amint egy, az út mellett álló nagybőgős mellett halad el, majd ismét vidéki snittek következnek – parasztházak, népviseletben táncoló fiúk-lányok, hímestojás-festés; úgy tűnik, főszereplőink egy hamisítatlan paraszti húsvéti jelenetsorba futottak bele utazásuk során. Előbb csak a kerítésen kívülről lesik a lányok vödörrel történő locsolását és a közösségi táncokat, majd kapnak is egy-két darabot a késsel megkeresztelt húsvéti kalácsból, egy-egy pohárral a vendégeknek kínált borból.
Újabb snittel ismét városi környezetben járunk, ahol a szereplők teniszeznek, strandolnak, felbukkannak a képeken könnyen felismerhető fürdők, turisztikai létesítmények is. Strandolás után a társaság kajakokkal vízre száll; a dunai csónakház sötétbe burkolózó belső helyiségéből a kijáraton kitekintve egy pillanatra felbukkan a budavári Mátyás-templom és a Margit híd is. Közben a pusztán egy csikós egy ménest terelget, egy hegyes-dombos vidéken raliautók kergetik egymást, a Balatonon vitorlásverseny zajlik, hőseink pedig vízisíznek, a fiúk kipróbálják a fácánvadászatot, a lányok pedig virágot szednek, a változatosság kedvéért a Dunakanyar hegyei között. Kipróbálják a kiel-boatot, átkompolnak a Dunán, közben egy szárnyashajó is beúszik a háttérbe. A lovaglás végig visszatérő motívum a filmben, az utolsó percekben ketten még a sekély vízben való lovaglással is próbálkoznak, míg egyikük fel nem bukik a vízben.
A vége előtt megint a piros Citroënt látjuk, melynek két oldalablakába a két fiú kapaszkodik, görkorcsolyán gurulva a kocsi mellett és a két lánynak udvarolnak. A lányok flörtölgetnek a leszedett virágok segítségével, ám a fiúk végül elengedik az autót, és integetve nézik, ahogy az továbbgurul. Az utolsó jelenetben ismét a nyitókép helyszínén, lovaik nyergében látjuk őket a lemenő nap előtt.
|  | Itt a vége a cselekmény részletezésének! |

## Érdekességek a filmről
- Beszédhang egyáltalán nincs a filmben, kizárólag egy énekelt népdal ("Kék ibolya, ha leszakítanálak") hangzik el a film utolsó másfél percében.
- A filmzenében a Syrius által képviselt progresszív rock és a Sebő együttes által megjelenített (részben feldolgozott) népzene váltogatja egymást, számos több népi hangszer szerepeltetésével.
- A mellékszereplők között a Galgamácsán forgatott húsvéti jelenetben felismerhető a világhírű naiv festő és paraszti "polihisztor", Vankóné Dudás Juli is.